# Odilon Behrens
Odilon Behrens (Muriaé, 1901 — Belo Horizonte, 18 de outubro de 1959) foi um médico brasileiro. Foi também goleiro do Clube Atlético Mineiro.
Filho do professor Alberto Behrens e de Olímpia Gusman Behrens, nasceu na Praça do Rosário, em Muriaé em 1901. Concluiu o curso primário no Instituto Philomático Mineiro, onde hoje encontra-se o Colégio Santa Marcelina. Cursou medicina pela Universidade Federal de Minas Gerais, formando em 1927, na turma primogênita da criação dessa universidade. Entre seus colegas de sala, destacam-se importantes nomes como Juscelino Kubitschek, Pedro Nava, entre outros.
Prestou serviços às cidades de Guanhães, Serro e Sabinópolis, antes de se transferir para Belo Horizonte, a pedido do colega, grande amigo e então Prefeito da capital, Juscelino Kubitschek. A partir daí, ocupou numerosos cargos públicos. Foi Secretário de Educação de Minas Gerais, quando JK era o governador do estado. Além deste, ocupou outros importantes cargos na administração do Estado, tendo sido Presidente do Tribunal de Contas e, posteriormente, Secretário de Finanças e Chefe da Casa Civil do Governador.
Odilon Behrens empresta seu nome a um dos principais hospitais de Belo Horizonte, no qual foi diretor. Várias instituições receberam seu nome, como por exemplo, a Escola Estadual Odilon Behrens, localizada no bairro Gameleira, em Belo Horizonte, cuja fundação data de 1953, quando era apenas o Grupo Escolar Odilon Behrens, pelo Decreto Estadual 4.060; e que posteriormente foi integrado ao Ginásio Estadual de Minas Gerais, pela Lei Estadual 3.998, em 27 de dezembro de 1985, recebendo sua nomenclatura atual.
Odilon Behrens morreu em Belo Horizonte, no dia 18 de outubro de 1959, aos 58 anos de idade, vítima de um ataque cardíaco.